# Юбилейная медаль «100-летие Полиции Азербайджана (1918—2018)»
Юбилейная медаль «100-летие Полиции Азербайджана (1918—2018)» (азерб. "Azərbaycan Polisinin 100 illiyi (1918—2018)" yubiley medalı) — государственная награда Азербайджанской Республики. Учреждена законом от 18 октября 2017 года. Медаль посвящена 100-летию азербайджанских органов внутренней безопасности республики.

## Основания для награждения
Этой медалью награждаются лица, образцово выполняющие свои обязанности, за особые отличия на службе и активно участвующие в борьбе с преступностью и обеспечении общественной безопасности, действующие сотрудники за проявленные доблесть и отличие, а также ветераны полиции за многолетнюю и добросовестную службу в органах внутренней безопасности республики.

## Кавалеры
- Хошбахт Юсифзаде[4]
- Ягуб Махмудов[5]